# József Mindszenty
József Mindszenty (1892 - 1975) là một hồng y người Hungary của Giáo hội Công giáo Rôma. Ông từng đảm trách vai trò Giáo chủ Công giáo Hungary. Hồng y Mindszenty từng đảm nhiệm vai trò Giám mục chính tòa Giáo phận Veszprém từ năm 1944 đến năm 1945 rồi thăng Tổng giám mục chính tòa Tổng giáo phận Esztergom từ năm 1945 đến năm 1974.

## Tu tập và linh mục
Hồng y József Mindszenty sinh ngày 29 tháng 3 năm 1892 tại Csehimindszent, Hungary. Sau quá trình tu học dài hạn tại các chủng viện theo quy định của Giáo luật, ngày 12 tháng 6 năm 1915, Phó tế Mindszenty tiến đến việc được truyền chức linh mục. Tân linh mục là thành viên linh mục đoàn giáo phận Szombathely.

## Giám mục
Sau gần 30 năm mục vụ trong sứ vụ linh mục, ngày 3 tháng 3 năm 1944, Toà Thánh ra thông báo chọn linh mục József Mindszenty, 51 tuổi, làm Giám mục chính tòa Giáo phận Veszprém. Lễ tấn phong cho tân giám mục được cử hành sau đó vào ngày 25 cùng tháng, với phần nghi thức truyền chức chính yếu được cử hành cách trọng thể bởi 3 giáo sĩ cấp cao: Chủ phong là Hồng y Jusztinián Györg Serédi, O.S.B, Tổng giám mục tổng giáo phận Esztergom. Hai vị còn lại trong vai trò phụ phong, gồm có Giám mục Lajos Shvoy, Giám mục chính tòa giáo phận Székesfehérvár (Albareale) và Giám mục giáo phận Vác Jozsef Pétery. Tân giám mục chọn cho mình khẩu hiệu: Pannonia sacra.

## Tổng giám mục, thăng Hồng y
Hơn một năm sau khi tấn phong, nhận được tin Hồng y Tổng giám mục Esztergom qua đời tháng 3 năm 1945, Tòa Thánh chính thức loan báo bổ nhiệm Giám mục trẻ tuổi József Mindszenty kế vị chức Tổng giám mục chính tòa Esztergom vào ngày 2 tháng 10 năm 1945. Qua Công nghị Hồng y năm 1946 cử hành ngày 18 tháng 2, Giáo hoàng Piô XII vinh thăng tước vị hồng y cho Tổng giám mục József Mindszenty, đẳng hồng y linh mục nhà thờ Santo Stefano al Monte Celio.
Năm 1948, chính phủ Hungary bắt giữ hồng y đem ra xét xử trong một phiên tòa diễn ra năm 1949, tuy đã chống đối quyết liệt, chính phủ Hungary kết tội hồng y có âm mưu lật đổ chính phủ, kết án tù chung thân. Nhiều quan chức các nước lên án Hungary về quyết định này. Tòa Thánh Vatican tuyên bố hồng y là “người đạo đức và vô tội.” Mùa đông năm 1948 cũng đã diễn ra vụ việc gây chấn động: chính quyền Hungary đánh đập Hồng y Mindszenty trong tình trạng khỏa thân tại số 60 phố Andassy, Budapest. Giám mục phụ tá của ông, giám mục Zoltán Meszlényi tạm quyền trông coi giáo phận đến năm 1951 thì bị bắt cóc bới chính quyền Hungary, tra tấn đến chết trong cùng năm. Hiện giám mục này đã được tuyên Chân phước.
Năm 1956, Hồng y Mindszenty được thả bởi chính phủ cải cách Hungarry. Tuy nhiên, một thời gian ngắn sau đó, quân đội Liên Xô tiến vào Hungary với mục đích đàn áp các cuộc biểu tình đòi dân chủ. Trong tình thế đó, Mindszenty xin tị nạn tại Đại sứ quán Hoa Kỳ ở Budapest và đã ở lại trong tòa nhà Đại sứ quán cho đến năm 1971. Tổng cộng, ông đã trú ẩn tại đây trong vòng 15 năm.
Từ năm 1971, sau thỏa thuận giữa Vatican và với sự trợ giúp của chính quyền Mỹ, Tòa Thánh mời Hồng y József Mindszenty ra khỏi Đại sứ quán Hoa Kỳ đưa đi định cư tại Vienna.
Trong thời gian ở tù và đến trước khi từ nhiệm vị trí Tổng giám mục, Tổng giáo phận Esztergom đã có đến ba Giám quản Tông Tòa sede plena, lần lượt là: Giám mục Endre Hamvas (1950-1956), Giám mục Imre Szabó (1956-1971) và Giám mục Imre Kisberk (1971-1974).
Ngày 2 tháng 2 năm 1974, Hồng y József Mindszenty chấm dứt các chức vụ của mình và chính thức nghỉ hưu. Ông qua đời một năm sau đó vào ngày 6 tháng 5 năm 1975, thọ 83 tuổi.
Năm 2014, Hồng y Erdő Péter thuyết phục được chính quyền Hungary tuyên bố bãi bỏ vụ án xét xử cố hồng y Mindeszenty. Ngày 12 tháng 2 năm 2019, Giáo hoàng Phanxicô nâng ông lên hàng Đấng đáng kính của Giáo hội Công giáo.

## Nhận định
Hồng y Pietro Parolin, Quốc vụ khanh Tòa Thánh có nhận định về hồng y Mindszenty:
| “ | Ngài đã trở thành một biểu tượng của Giáo hội bị bách hại, Giáo hội khổ đau, Giáo hội của rất nhiều vị tử đạo và những người tuyên xưng đức tin của mình trong lúc nguy nan đã phải chịu đựng đau khổ dưới những chế độ độc tài ở các nước cộng sản. | ” |